# Софійська церква (Нахічевань-на-Дону)
Софійська церква (рос. Софийская церковь) — нині втрачений православний храм у місті Нахічевань-на-Дону (нині ― частина Ростова-на-Дону).

## Історія
Нахічевань-на-Дону заснували переселенці-вірмени, однак, оскільки місто було поруч з Ростовом-на-Дону, де переважало російське населення, Нахічевань не могла протягом тривалого часу залишатися мононаціональним вірменським містом. Незабаром у місті з'явилося православне населення, яке потребувало своїх православних храмів.
Софійську церкву побудовано 1863 року на Першотравневій вулиці. Храм був однокупольний, дерев'яний на кам'яному цоколі з одноярусною дзвіницею. Висота його становила 15 метрів. Поруч з церквою у тому ж 1863 році споруджено одноповерхову цегляну будівлю російської церковно-парафіяльної школи.
У 1904 році замість дерев'яної Софійській церкви розпочато будівництво кам'яної за проектом архітектора Попова. У 1912 році будівництво завершено.
Ця церква не проіснувала і чверті століття. У 1934 році її закрили й розібрали на будівельні матеріали. Спочатку прибрали всі бічні бані і стіни храму, хоча центральний купол ще деякий час стояв на чотирьох колонах. Врешті-решт і ці колони підірвано. Поруч з місцем колишньої Софійської церкви згодом звели будівлю школи № 11.
В останні роки існування церкви в ній служив майбутній митрополит Зіновій (Мажуга).